# Tim Weiland
Tim Weiland, também conhecido como Timo Weiland, é o co-fundador e diretor de criação de sua marca de mesmo nome, Timo Weiland. Timo Weiland nasceu em Omaha, Nebraska e cresceu em Jacksonville, Flórida.

## Vida pessoal
Timo Weiland estudou economia, literatura espanhola, e gestão de negócios na Universidade de Vanderbilt, antes de se mudar para a indústria da moda e design. Quando se formou, em 2006, trabalhou como analista corporativo de banco de investimento  no Deutsche Bank , em Nova Iorque. No mesmo ano, fundou Weiland TIMO!, uma coleção de carteiras gráficas.
Em 2009, Weiland fundou uma marca e uma consultoria de desenvolvimento de negócios para startups. Foi através dessa consultoria de risco que ele conheceu seu parceiro de negócios, Alan Eckstein. Weiland fundou a marca de roupas Timo Weiland com Alan Eckstein e Donna Kang..
Weiland, diretor criativo da marca Timo Weiland, e Eckstein, diretor de design, iniciaram no circuito de DJ sob o nome artístico "Timo + Alan" e se apresentaram em diversos locais de Nova York, como o Soho Grand Hotel, o Red Egg e o Museu do Brooklyn.

## Reconhecimento pelo trabalho na moda
Stylle Caster chamou Tim Weiland um dos dez melhores estilistas de 2010. Em 2011, Timo Weiland foi indicado para o prêmio Ecco Domani por suas linhas masculinas e femininas. Weiland foi posteriormente selecionado para integrar o Conselho de Estilistas de Moda do America’s Fashion Incubator programa, ao lado de Christian Cota. Tim Weiland também foi finalista no prêmio Internacional Woolmark em 2013. Em 2014, Timo Weiland também ganhou o prêmio Ecco Domani Fashion Foundation.